# Бутылкин, Виктор Васильевич
Виктор Васильевич Бутылкин (1923—2002) — советский офицер-артиллерист во время Великой Отечественной войны и военный учёный, Герой Советского Союза (30.10.1943). Генерал-майор (14.05.1984). Доктор военных наук (1969), профессор (1970).

## Биография
Родился 27 октября 1923 года в Москве. В 1938 году окончил 7 классов школы в поселке Ашукино (Пушкинский район Московской области), в июне 1941 года окончил 5-ю Московскую артиллерийскую спецшколу. 
В 1941 году был призван на службу в Рабоче-крестьянскую Красную Армию. В 1942 году окончил Рязанское артиллерийское училище. С апреля того же года — на фронтах Великой Отечественной войны. Был командиром топовычислительного взвода артиллерийского полка и начальником разведки артиллерийского дивизиона, затем назначен командиром батареи. Воевал на Западном (апрель 1942 — февраль 1943), Центральном (февраль—октябрь 1943) и Белорусском (октябрь 1943) фронтах. Участвовал в боях на юхновском и мценском направлениях, в Курской битве. В 1943 году вступил в ВКП(б). К октябрю 1943 года лейтенант Виктор Бутылкин командовал батареей 2-го артиллерийского дивизиона 118-го артиллерийского полка 69-й стрелковой дивизии 65-й армии Центрального фронта. 
Отличился во время битвы за Днепр. В ночь с 14 на 15 октября 1943 года Бутылкин совместно со старшим сержантом Василием Тимоновым и ефрейтором Иваном Колодием переправились через Днепр в районе посёлка Радуль Репкинского района Черниговской области Украинской ССР и занимались на западном берегу корректировкой артиллерийского огня. Благодаря артиллерийской поддержке передовой отряд на плацдарме отбил несколько немецких контратак. Когда позиции Тимонова, Колодия и Бутылкина были обнаружены, им пришлось сами отбить несколько вражеских атак. В критическую минуту боя они вызвали огонь на себя.
Указом Президиума Верховного Совета СССР от 30 октября 1943 года за «мужество и героизм, проявленные при форсировании реки Днепр и в боях за плацдарм» лейтенант Виктор Бутылкин был удостоен высокого звания Героя Советского Союза с вручением ордена Ленина и медали «Золотая Звезда» за номером 2202.
В бою 20 октября 1943 года Бутылкин получил тяжёлое ранение. Выписавшись из госпиталя только в апреле 1944 года, недолго служил помощником начальника штаба дивизиона артиллерийского полка 31-й запасной стрелковой дивизии, а затем он был направлен на учёбу в Высшую офицерскую артиллерийскую штабную школу РККА, которую окончил в мае 1945 года. 
В июне 1945 — мае 1946 годов Бутылкин проходил службу на должности офицера разведки 124-го
гвардейского гаубичного артиллерийского полка. В 1947 году направлен учиться в академию. В 1952 году он окончил Военную артиллерийскую академию имени Дзержинского, после чего был направлен на службу в первые советские ракетные части: с 1952 года — заместитель командира отдельного дивизиона Резерва ВГК по специальному вооружению (полигон Капустин Яр), с 1955 — заместитель инженерной бригады Резерва ВГК по специальному вооружению. В 1953 году принимал участие в запуске ракет Р-2 по программе «Герань». С 1956 года Бутылкин был старшим научным сотрудником, с 1960 — начальником 14-го отдела, с 1964 — начальником 1-го отдела, с 1970 — начальником 1-го управления, с 1983 — начальник 7-го управления НИИ-4 Министерства обороны СССР. С декабря 1985 года — начальник кафедры военного искусства Военной академии имени Дзержинского. В 1987 году в звании генерал-майора уволен в отставку.
Проживал в Москве. Работал старшим научным сотрудником в той же академии. Умер 9 мая 2002 года, похоронен на Троекуровском кладбище.

## Научная деятельность
Бутылкин является одним из основоположников советской научной школы в области боевого применения и перспектив развития ракетной боевой техники. Основными направлениями его научной деятельности являются разработка основ строительства и боевого применения ракетных войск, средств автоматизации процессов боевого управления. Результаты этих работ определяли необходимость создания новых типов ракетных комплексов, а также направлений совершенствования форм и способов применения РВСН. 
Он был автором более чем 120 научных трудов и более 80 научно-исследовательских работ, запатентовал 6 изобретений. Бутылкин внёс большой вклад в теорию строительства РВСН и их применения, а также в разработку средств автоматизации боевого управления. 
Профессор (1970), доктор военных наук (1969), Заслуженный деятель науки Российской Федерации (14.02.1994), академик Академии военных наук. Почётный член Академии космонавтики имени К. Э. Циолковского. Почётный профессор Военной академии РВСН имени Петра Великого (1995).

## Награды
- Герой Советского Союза (30.10.1943)
- Орден Ленина (30.10.1943)
- Орден Отечественной войны 1-й степени (11.03.1985)
- Два ордена Трудового Красного Знамени (22.02.1968, 2.10.1975)
- Два ордена Красной Звезды (15.09.1943, 30.12.1956)
- Орден «За службу Родине в Вооружённых Силах СССР» 3-й степени (17.12.1984)
- Медаль «За отвагу» (19.06.1943)
- Медаль «За боевые заслуги» (19.11.1951)
- Ряд других медалей СССР и РФ
- Награды иностранных государств[1]